# 매니 엘리어스
매니 엘리어스(영어: Manny Elias, 1953년 2월 21일 ~ )는 영국 드러머이자 음반 제작자이다. 그는 인도 콜카타에서 영국인 부모에게서 태어났다. 그는 1980년대에 티어스 포 피어스 원조 드러머로 유명하다.
원래 서머셋주 배스포드 출신의 록 밴드 인터뷰의 멤버였던 엘리아스는 1981년에 티어스 포 피어스와 함께 일하기 시작했고, The Heaving and Songs from the Big Chair 앨범에 드럼을 맡았고, 이후 투어에 참여했다. 엘리어스는 이 두 앨범에 티어스 포 피어스의 공식 멤버로 인정받았으며, 그 당시 밴드의 홍보 비디오 중 여섯 개에 출연했다. 그 외에도, 그는 "The Way You Are"와 "The Working Hour"의 공동 작곡 크레딧을 가지고 있다.
1986년 티어스 포 피어스와 결별한 이후, 엘리스는 피터 가브리엘, 피터 해밀, 그리고 줄리언 레논과 같은 아티스트들의 앨범에 타악기를 제공해왔다. 그는 또한 1992년에 한 앨범을 발매한 개리 티브스와 앤디 스켈이 포함된 밴드인 빌리버즈의 멤버였다.